# Anthony Ingruber
Anthony Ingruber (5 de febrero de 1990) es un actor, actor de doblaje e imitador australiano.

## Primeros años
Anthony Ingruber nació el 5 de febrero de 1990 en las islas Filipinas y creció en Australia, Nueva Zelanda, Chipre, los Países Bajos y Canadá. En Canadá, Ingruber asistió a la escuela de arte dramático y usó las plataformas de Internet como YouTube para dar a conocer sus imitaciones de voz.

## Carrera
Desde 2006, Ingruber ha interpretado papeles secundarios en diferentes series de televisión. En 2008, subía vídeos a YouTube imitando a Han Solo. También tuvo un pequeño papel de extra en Avatar, de James Cameron, como técnico y trabajó para Weta Workshop mientras vivía en Nueva Zelanda.
Su primera película fue Avalon High, para Disney, en 2010. Desde entonces, Ingruber ha aparecido en una variedad de trabajos, incluyendo doblajes de voz e interpretando en películas comerciales e independientes.
Anthony se ha hecho conocido en Internet por sus imitaciones y su parecido al joven Harrison Ford, lo cual le consiguió el papel de Joven William; la versión más joven del personaje de Harrison Ford en el drama El secreto de Adaline en 2015.

## Filmografía

### Cine
| Año  | Título                                   | Papel                        | Notas                                                                                                |
| ---- | ---------------------------------------- | ---------------------------- | --- |
| 2008 | Over the Front: The Great War in the Air | Piloto de las Fuerzas Aéreas | Cortometraje de exhibición multimedia. Dirigido por Peter Jackson                                    |
| 2009 | Avatar                                   | Técnico de tierra            | Extra Sin acreditar                                                                                  |
| 2009 | Reminiscence                             | Fantasma                     | Cortometraje Voz                                                                                     |
| 2010 | Avalon High                              | Sean                         | Película para TV Disney                                                                              |
| 2010 | Last Minute                              | Pasajero                     | Cortometraje Voz                                                                                     |
| 2012 | The Force                                | Joe                          | Cortometraje                                                                                         |
| 2015 | El secreto de Adaline                    | Joven William Jones          | Papel compartido con Harrison Ford                                                                   |
| 2015 | Eyes Open Nevermore                      | Leonard Jesenski             | Cortometraje                                                                                         |
| 2015 | Sincerely, Batman                        | Batman/Joker                 | Cortometraje Voz                                                                                     |
| 2015 | How Star Wars Fans Think                 | Narrador/Han Solo            | Cortometraje Voz                                                                                     |
| 2015 | Tempus Box                               | Ion Captain                  | Cortometraje Voz                                                                                     |
| 2017 | The Monster                              | Ed (adulto)                  | Cortometraje                                                                                         |
| 2023 | Indiana Jones and the Dial of Destiny    | Indiana Jones (1944)         | Puso cuerpo a un joven Indiana, el rostro de Harrison Ford fue integrado mediante efectos especiales |

### Televisión
| Año  | Título                                | Papel                                  | Notas                      |
| ---- | ------------------------------------- | -------------------------------------- | -------------------------- |
| 2006 | Sensing Murder                        | Policía                                | Un episodio                |
| 2006 | Karaoke High                          | Tony                                   | Un episodio                |
| 2012 | How It Should Have Ended              | James Bond                             | Un episodio Voz            |
| 2013 | Lego: The Dark Knight Minifig Theater | Joker                                  | Un episodio Voz            |
| 2013 | Skyrim at the Movies                  | Tony Stark/Thor                        | Dos episodios Voz          |
| 2013 | Air Aces                              | Capitán de las Fueras Aéreas           | Un episodio                |
| 2015 | Schmoes Know Movie Show               | Él mismo                               | Un episodio Episodio 179   |
| 2017 | Batman: Unmasked                      | Él mismo                               | Un episodio Episodio 5     |
| 2017 | Dark Spud                             | Oficial de policía Donut Jeff Goldblum | Un episodio Episodio 8 Voz |

### Videojuegos
| Año  | Título                      | Papel          | Notas                        |
| ---- | --------------------------- | -------------- | ---------------------------- |
| 2014 | Deadstone                   | Teniente Blake | Papel principal              |
| 2016 | Batman: The Telltale Series | Joker          | [ 6 ]                        |
| 2017 | Batman: The Enemy Within    | Joker          |                              |
| TBA  | Private Eye                 | Sam Sutherland | Papel principal. Juego en RV |